# 日経MJ
日経MJ（にっけいエムジェイ、Nikkei Marketing Journal）は、日本経済新聞社が発行している消費と流通、マーケティング情報に特化した専門紙。

## 概要
1971年（昭和46年）5月1日に『日経流通新聞』として創刊。2001年（平成13年）4月3日、創刊30周年を機に『日経MJ』に名称を変更。火・木・土曜日発行だったのを、2004年（平成16年）10月から月・水・金曜日発行（朝刊のみ）に変更した。月曜が休刊日にあたる場合は、日曜日に発行。
1番の目玉は1面で、内容は流通業界の主要ニュースでなく「日経ヒット商品番付」をはじめとした特集記事。新たな取り組み・トレンドを紹介し、その取り組み事例やメリット・デメリットなどを取り上げる。テレビ東京の『ワールドビジネスサテライト』にて、MJが企画協力する特集コーナー『MJ WAVE』を放送している。
2024年（令和6年）3月1日、日本経済新聞社は4月1日より月極め購読料を2,300円から2,800円に、1部売り価格を200円から250円に改定すると発表した。